# 若爾尼謝 (基韋爾齊區)
50°42′21″N 25°44′51″E / 50.70583°N 25.74750°E
若爾尼謝（烏克蘭語：Жорнище），是烏克蘭的村落，位於該國西部沃倫州，由盧茨克區負責管轄，始建於1577年，面積2.59平方公里，海拔高度203米，2001年人口959，人口密度每平方公里505.54人。